# 割れ目噴火

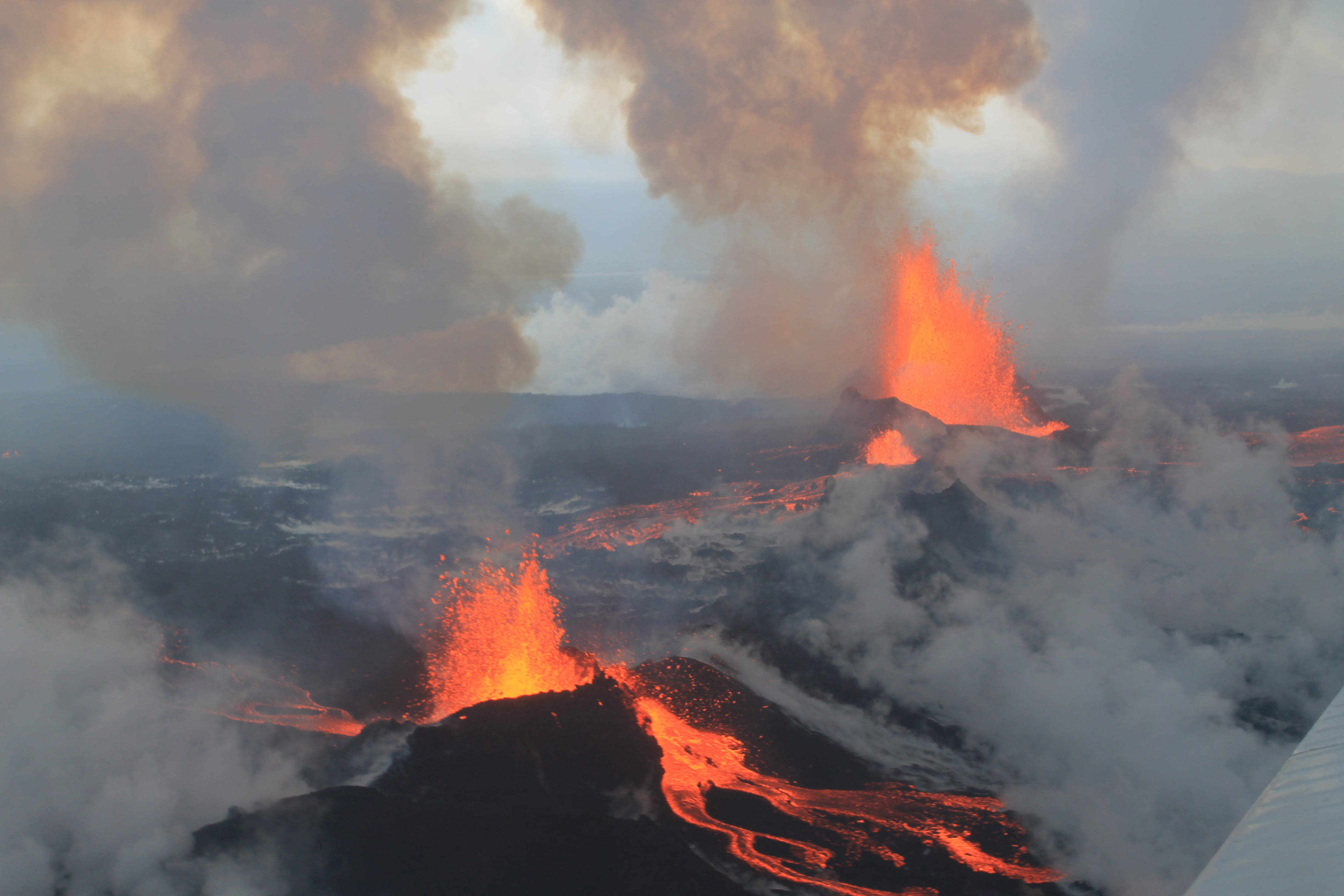
割れ目噴火

割れ目噴火（われめふんか、英語: fissure eruption）は、地表に生じた線状の割れ目から、大量のマグマが噴出される噴火である。裂け目噴火（さけめふんか）あるいは線状噴火（せんじょうふんか）とも。

## 概要
地面に長い線状の亀裂を生じ、そこから一斉にマグマ（溶岩）を噴出するような噴火で、アイスランドやハワイなどで発生しやすい。このようなタイプの噴火では、流動性に富んだ玄武岩質の溶岩が大量に噴出される。通常は、爆発的な活動なしに溶岩が噴出する線状の火山噴火である。多くの場合、通気口の幅は数メートルほどであるが、割れ目の長さは数百 mから数十 kmに達することもあるという。なお、溶岩の粘度が高い場合は割れ目はきれいにはならず、溶岩ドームのような丸まった形で地盤の変形を起こす。

## 事例

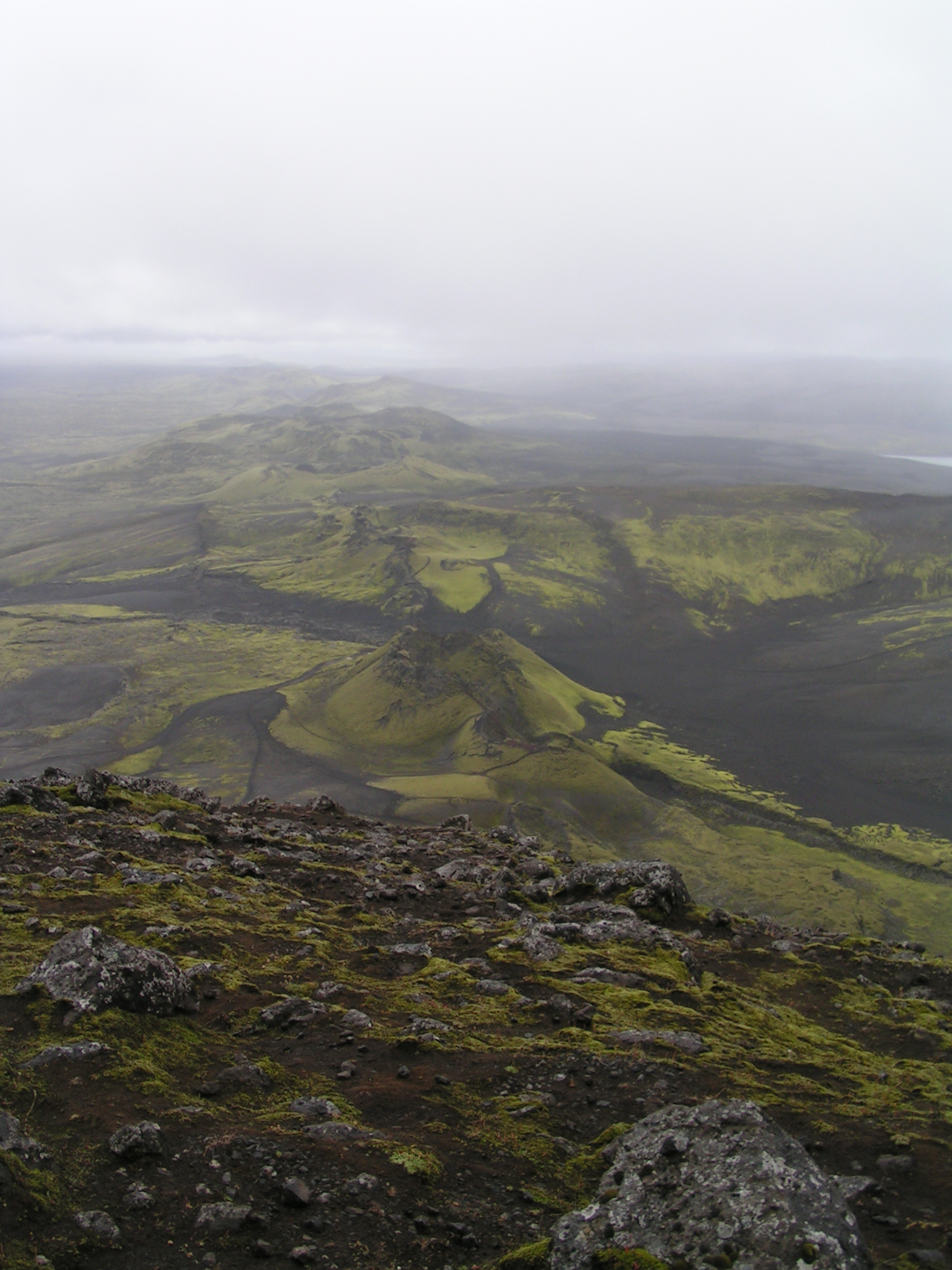
アイスランドのラキ火山

過去に発生した割れ目噴火として著名なものは、1783年に起きたアイスランドのラキ火山の噴火（ラカギガル割れ目噴火）である。この時の噴火では、地下水がマグマに触れて水蒸気爆発が発生し、長さ26 kmにわたり130もの火口が誕生した。このため、割れ目噴火を指してアイスランド式噴火と呼称する場合もある。
日本でも、1983年（昭和58年）の三宅島の噴火や、1986年（昭和61年）の伊豆大島三原山の噴火などで、この割れ目噴火が発生している。

## 割れ目火山について
- 単成火山 [4]
  - 地割れ火口
  - スパターランパート
  - 火口列
  - 双子山
- 複成火山
  - 洪水玄武岩（デカン高原、パラナ盆地、コロンビア川台地など）
  - 単成火山群（東伊豆単成火山群など）